# Rubus smithii
Rubus smithii là loài thực vật có hoa trong họ Hoa hồng. Loài này được Rydb. miêu tả khoa học đầu tiên năm 1913.